# Rolf Lüders

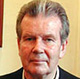
Rolf Lüders

Rolf Lüders Schwarzenberg (* 1. Oktober 1935 in Santiago) ist ein chilenischer Wirtschaftswissenschaftler, Unternehmer, Wissenschaftler, Politiker und ehemaliger Staatsminister der Militärdiktatur von Augusto Pinochet. Er ist der Sohn von Jürgen Lüders, dem führenden Bergsteiger des Club Alemán Andino (Deutscher Andenverein).
Lüders ist Mitglied der Chicago Boys.

## Ausbildung
Lüders studierte an der Päpstliche Katholische Universität von Chile. Er machte 1958 seinen Abschluss in Wirtschaftsingenieurwesen und erhielt den Hamel-Preis, der an den besten Wirtschaftsingenieur verliehen wurde, der in jenem Jahr in Chile seinen Abschluss machte.

## Karriere
Als Mitglied der Chicago Boys war er während der Regierung von Augusto Pinochet an der wirtschaftlichen Leitung Chiles beteiligt. Bevor er 1982 das Amt des Wirtschaftsministers übernahm, arbeitete er für die Vial-Gruppe, eine der mächtigsten Wirtschaftsgruppen der damaligen Zeit in Chile, für die er die Bank von Chile leitete und bis August 1982 Vizepräsident des Vorstands der Hypothek Bank von Chile war. Als Wirtschaftsminister musste er jedoch die Übernahme der Bank von Chile nach dem Zusammenbruch und der Liquidation der Grupo Vial während der Wirtschaftskrise 1981–1982 überwachen.
In der Folgezeit wurde Lüders neben anderen Führungskräften der Grupo Vial wegen seiner Beteiligung an illegalen Finanztransaktionen während seiner Tätigkeit für die Bank von Chile und die Hypothek Bank von Chile inhaftiert. 1983 wurde er wegen Betrugs und Verstoßes gegen das Allgemeine Bankengesetz zu einer Strafe von fünf Jahren und einem Tag Gefängnis sowie zur Zahlung von rund 165 Millionen US-Dollar Entschädigung an den Staat verurteilt.  Im Jahr 2002 wurde Lüders jedoch vom chilenischen Berufungsgericht mit der Begründung freigesprochen, dass es „keine Anhaltspunkte für eine strafrechtliche Verantwortlichkeit“ gebe, was 2005 vom Obersten Gerichtshof bestätigt wurde. Daher war Lüders frei von jeglicher Verantwortung.

## Politische Karriere
Er war in der Zeit (1982–1983) Minister für Finanzen und Wirtschaft, Entwicklung und Wiederaufbau.